# György von Hevesy
György von Hevesy (ur. 1 sierpnia 1885 w Budapeszcie, zm. 5 lipca 1966 we Fryburgu Bryzgowijskim) – węgierski fizykochemik, laureat Nagrody Nobla 1943. Pochodził z rodziny węgierskich Żydów. W 1952 odznaczony został Pour le Mérite za Naukę i Sztukę.
Profesor uniwersytetów w Budapeszcie, Fryburgu Bryzgowijskim, Sztokholmie oraz Instytutu N. Bohra w Kopenhadze.
Odkrył (wspólnie z Costerem) hafn. Wprowadził (wraz z Panethem) wskaźniki promieniotwórcze. Określił wartościowość aktynu. Odkrył promieniotwórczość samaru. Rozdzielił (wraz z Brønstedem) izotopy rtęci stosując destylację frakcyjną. Badał reakcje w ciałach stałych i dyfuzję w kryształach. W 1943 za zastosowanie metody wskaźników izotopowych do badań biologicznych otrzymał Nagrodę Nobla.